# Зіґфрід Карг-Елерт
Зіґфрід Карг-Елерт (нім. Sigfrid Karg-Elert; справжнє ім'я Зіґфрід Теодор Карг, нім. Siegfried Theodor Karg; 21 листопада 1877, Оберндорф-ам-Неккар — 9 квітня 1933, Лейпциг) — німецький композитор, органіст і педагог.

## Біографія
З 1882 року родина Карг-Елерта жила в Лейпцигу. Тут він почав брати приватні уроки музики у Еміля фон Резнічека, потім як вільний слухач відвідував Лейпцизьку консерваторію, де навчався, зокрема, у Карла Райнеке, Соломона Ядассона, Роберта Тайхмюллера, Альфреда Райзенауера та в 1901 році почав викладати сам у музичних школах Магдебурга; в цей час Карг-Елерт змінив написання свого імені (Sigfrid замість Siegfried, на скандинавську манеру) і приєднав до прізвища батька трохи змінене (Elert замість Ehlert) дошлюбне прізвище матері.
У 1904 році відбулося важливе для Карг-Елерта знайомство з музичним видавцем Карлом Сімоном, який займався також продажем фісгармоній, — від нього Карг-Елерт успадкував інтерес до цього інструменту, на якому в майбутньому грав значно більше, ніж власне на органі. В той час серед музичних творів Карг-Елерта чимало призначених саме для органу — завдяки, зокрема, спілкуванню з органістом Паулем Гомаєром.
Під час Першої світової війни Карг-Елерт служив військовим музикантом, а з 1919 року почав викладати в Лейпцигській консерваторії, конкуруючи з іншим професором композиції Германом Грабнер — в тому числі в аспекті власної симпатії до музики різних країн і народів, протиставляючись тим самим борцеві за німецьку музику Грабнеру; у міру посилення націонал-соціалістичного тиску цей конфлікт ставав дедалі гостріший, і в 1926 році Карг-Елерт з сумом писав:
Варто лиш зізнатися в симпатії до Англії, Франції чи Італії, як тебе затаврують євреєм, більшовиком і зрадником батьківщини!
Серед його відомих учнів був Казімерас Банайтіс.
Похований на Південному цвинтарі Лейпцига.
У 1935 році, вже після смерті композитора, його творчість у нацистській Німеччині була заборонена поряд з іншою «неарійських музикою».
Найвизначнішими в композиторській спадщині Карг-Елерта є «Шістдесят шість хоральних імпровізацій для органу» (1909) і «Тридцять капріччо для флейти».